# Apiochaeta connexa
Apiochaeta connexa är en tvåvingeart som beskrevs av Malloch 1933. Apiochaeta connexa ingår i släktet Apiochaeta och familjen träflugor. Inga underarter finns listade i Catalogue of Life.